# Felsina pittrice
Felsina pittrice è un'opera di Carlo Cesare Malvasia, pubblicata in due volumi nel 1678. Frutto di lunghe ricerche, la Felsina pittrice, apparsa nel 1678 - e ristampata nel 1841 con aggiunte, correzioni e note di Giampietro Zanotti - narra, con straordinaria ricchezza di aneddoti e di particolari, le vite dei pittori di Bologna.
Lo storico dell'arte Luigi Crespi volle proseguire l'opera del Malvasia, pubblicando nel 1769 il suo Vite de' pittori bolognesi non descritte nella Felsina pittrice, a volte impropriamente indicato come terzo volume del Felsina pittrice.

## Contesto culturale
Nel 1647 usciva a Bologna la ristampa di Carlo Manolessi delle Vite del Vasari in tre tomi. In risposta al Vasari e ai sostenitori del primato della scuola veneta come Ridolfi e Boschini, Malvasia si preoccupò di rilanciare la tradizione artistica bolognese, troppo poco considerata dalla storiografia contemporanea.

## Contenuti
La Felsina pittrice è una storia della scuola bolognese di pittura dalle origini al tempo dell'autore. Prodotto di decine d'anni di ricerche, è un'opera eccezionale, anche se non facile, scritta nello stile fiorito caro alle accademie di lettere e di retorica. Malvasia tratta con sensibilità e naturalezza l'enorme quantità di materiale a sua disposizione. Ancor più interessante è il fatto che egli includa nelle sue biografie resoconti direttamente attinti dai momenti significativi della vita dei personaggi, accompagnati da qualsiasi documento potesse trovare, in modo da giungere ai fatti da riportare ai suoi lettori. Sicuramente Malvasia conosceva di persona molti degli artisti citati nella Felsina pittrice, come Guido Reni ed Elisabetta Sirani.

## Edizioni
- Carlo Cesare Malvasia, Felsina pittrice. Vite de' pittori bolognesi, Bologna, per l'Erede di Domenico Barbieri, 1678. (tomo I, tomo II)